# Lư Quán
Lư Quán (chữ Hán: 盧绾; 256 TCN – 194 TCN) là tướng khai quốc nhà Hán trong lịch sử Trung Quốc. Ông tham gia giúp Lưu Bang chống nhà Tần và tiêu diệt nước Tây Sở của Hạng Vũ.

## Thân thế
Lư Quán là người cùng làng với Lưu Bang ở ấp Phong (豐邑), huyện Bái. Ông sinh cùng ngày, cùng tháng và cùng năm với Lưu Bang và học cùng một trường . Cha Lư Quán và cha Lưu Bang cũng là hai người bạn thân của nhau. Khi hai nhà cùng có con trai ra đời một ngày, người làng đã mang rượu thịt đến mừng. Lớn lên, hai người trở thành bạn thân của nhau.

## Phò Hán chống Sở
Lưu Bang làm đình trưởng, nhưng phạm tội thả cho tù nhân bỏ trốn nên phải trốn tránh vào núi Mang Đãng. Lư Quán cùng trốn với Lưu Bang, thường kề cận bên ông.
Tháng bảy âm lịch năm 209 TCN, Trần Thắng và Ngô Quảng khởi nghĩa chống nhà Tần ở làng Đại Trạch. Trần Thắng đánh đến đất Trần xưng hiệu là Trương Sở vương. Lưu Bang nhân cơ hội, bèn cùng Tiêu Hà và Tào Tham khởi nghĩa ở đất Bái để hưởng ứng. Lư Quán đi theo Lưu Bang với tư cách là môn khách.
Năm 206 TCN, Lưu Bang cùng Hạng Vũ diệt Tần; Lưu Bang được phong làm Hán Vương (漢王), đi vào Hán Trung trấn nhậm. Lư Quán đi theo vào, được phong làm tướng quân (將軍) và Thường thị trung (常侍中). Không lâu sau, Lưu Bang dùng Hàn Tín làm đại tướng, mang quân đi đánh Sở, Lư Quán lập được công lao nên được phong làm Thái uý (太尉). Là bạn thân của Hán vương, ông được tự do ra vào chỗ ngủ của Hán Vương. Ngay cả các cận thần khác của Lưu Bang, bao gồm Tiêu Hà và Tào Tham, chưa bao giờ nhận được mức độ coi trọng như vậy. Lưu Bang cũng phong Lư Quán làm Trường An hầu (長安侯) 
Năm 204 TCN, Lưu Bang bị Hạng Vũ vây khốn ở Thành Cao, phải bỏ chạy đến nước Triệu, cướp quân của Hàn Tín rồi sai Tín đi mộ quân đánh Tề. Theo kế Trịnh Trung, Lưu Bang cố thủ không giao tranh với Hạng Vũ và sai Lư Quán cùng Lưu Giả mang 2 vạn quân phối hợp với tướng ở đất Lương là Bành Việt quấy rối hậu phương nước Sở. Lư Quán và Lưu Giả quân vượt bến Bạch Mã, vào đất Sở cùng với Bành Việt đánh phá quân Sở phía tây đất Yên, đất Quách, rồi lấy lại hơn mười thành đất Lương.

## Yên vương

### Dẹp loạn được phong
Năm 202 TCN, Lưu Bang tiêu diệt nước Tây Sở của Hạng Vũ, lên ngôi hoàng đế, tức là Hán Cao Đế. Cùng năm, Lâm Giang vương (臨江王) Cung Ngao - một chư hầu cũ của Hạng Vũ đã hàng Hán – làm phản. Hán Cao đế sai Lư Quán và Lưu Giả (劉賈) mang quân đi dẹp.
Thấy quân Hán, Cung Ngao rút về cố thủ trong thành. Lư Quán, Lưu Giả bao vây Ngao. Mấy tháng sau, Cung Ngao mới đầu hàng. Lưu Quán và Lưu Giả mang Ngao về Trường An nộp cho Cao Tổ. Cao Tổ sai chém Cung Ngao.
Tháng 7 năm 202 TCN, một chư hầu cũ của Hạng Vũ là Yên vương Tạng Đồ cũng phản Hán. Cao Đế thân hành cầm quân đánh, Lư Quán đi theo. Yên vương Tạng Đồ bị bắt, Cao Tổ lập thái úy Lư Quán làm Yên vương (燕王)  và sai Phàn Khoái cầm quân dẹp yên đất Đại.

### Kéo dài cuộc chiến
Lưu Bang lần lượt truất ngôi hoặc giết nhiều công thần để phong cho các con mình thay làm vua chư hầu các nước Tề, Sở, Triệu, Lương. Năm 197 TCN, Trần Hy (陳豨) làm phản ở đất Đại, tự xưng là Đại vương (代王). Lưu Bang thân hành cầm quân đi đánh Trần Hy, Yên vương Lư Quán được lệnh phối hợp tấn công Hy ở mạn đông bắc. Trần Hy sai Vương Hoàng (王黃) đi cầu cứu Hung Nô. Cùng lúc, Yên vương Lư Quán cũng sai Trương Thắng (張勝) đi sứ Hung Nô và nói rằng quân Hán đã đánh bại Trần Hy rồi.
Trương Thắng đến Hung Nô, gặp Tạng Diễn (臧衍) là con Yên vương cũ Tạng Đồ đang sống lưu vong. Diễn nói với Thắng:
Nước Yên sở dĩ có thể tồn tại lâu dài vì chư hầu nhiều phen phản biến, chiến tranh liên miên nhiều năm. Nay các ông muốn nhanh chóng tiêu diệt Trần Hy, nhưng một khi Hy bị diệt thì tiếp theo sẽ là nước Yên của các ông. Sao ông không để cho chiến tranh kéo dài?
Trương Thắng thấy Tạng Diễn nói có lý, bèn ngầm để cho người Hung Nô đi tiếp viện cho Trần Hy chống lại quân Hán và quân Yên. Lư Quán nghi ngờ Trương Thắng câu kết với Hung Nô, nên dâng thư lên Hán Cao Tổ xin cho giết cả nhà Trương Thắng.
Tuy nhiên, khi Trương Thắng trở về Yên và giải thích cho ông nghe về lời nói của Tạng Diễn, Lư Quán đổi ý, chỉ tìm những người liên quan giết đi, còn tha cho cả nhà Trương Thắng. Sau đó ông sai Thắng đi sứ liên tục giữa Yên và Hung Nô, lại sai Phạm Tề (范齊) đi sứ đến chỗ Trần Hy báo tin tức và ngầm để cho Trần Hy trốn đi, khiến cho chiến tranh kéo dài.

### Chạy sang Hung Nô
Sau khi các công thần Hàn Tín, Hàn Vương Tín và Bành Việt chết, Trần Hy tiếp tục quấy phá và chiếm đóng đất Đại. Năm 195 TCN, Lưu Bang sai Phàn Khoái mang quân dẹp Hy. Hy thua trận bị giết. Trong số thủ hạ của Hy bị bắt, một phó tướng khai rằng Yên vương Lư Quán thường sai Phạm Tề đến cung cấp thông tin tình báo cho Trần Hy và bàn cách làm phản .
Lưu Bang bèn sai sứ đi triệu Lư Quán về kinh. Yên vương lo sợ, cáo bệnh không đi. Lưu Bang lại sai Thẩm Tự Cơ (審食其)  cùng ngự sử Trần Nghiêu (趙堯) đi đón ông và tra xét những người dưới quyền ông. Lư Quán càng thêm sợ hãi, đóng cửa không ra ngoài, nói với các thủ hạ thân tín rằng:
Người không phải họ Lưu mà được phong vương bây giờ chỉ còn ta và Trường Sa vương Ngô Nhuế (吳臣). Mùa xuân năm ngoái, Hàn Tín bị giết, cùng năm Bành Việt cũng bị hại, tất cả đều do Lã Hậu sắp đặt cả. Nay hoàng thượng đang lâm bệnh, giao hết việc trong nước cho Lã Hậu rồi.
Vì vậy ông tiếp tục cáo ốm và không theo sứ giả của Lưu Bang. Một viên cận thần của Lư Quán tiết lộ điều ông nói với sứ giả. Điều đó đến tai Thẩm Tự Cơ. Tự Cơ bèn sai người tâu lại với Lưu Bang. Lưu Bang rất tức giận. Không lâu sau, lại có tin báo rằng:
Trương Thắng đã trốn thoát sang Hung Nô, đó chính là sứ giả của Yên vương Lư Quán
Lưu Bang đoán ông làm phản, bèn sai Phàn Khoái mang quân đi đánh Yên. Lư Quán biết không giữ được nước Yên, bèn mang gia quyến cùng vài ngàn quân rời bỏ thành Kế ra đóng ở chân Vạn Lý Trường Thành, định chờ khi Lưu Bang hết bệnh sẽ vào triều tạ tội.
Tháng 4 năm 195 TCN, Lưu Bang bệnh nặng không qua khỏi, chết ở Trường An. Yên vương Lư Quán đau lòng biết không thể phân trần với Lã Hậu được, đành mang thuộc hạ trốn sang hàng Hung Nô. Hung Nô phong ông làm Đông Hồ Lư vương (東胡盧王).
Đông Hồ Lư vương không thanh thản ở đất Hung Nô, thường muốn quay về với nhà Hán. Nhưng hơn 1 năm sau (194 TCN), ông bị bệnh mất ở Hung Nô, thọ 63 tuổi .

## Gia đình và hậu duệ
Khi Lã hậu cai trị nhà Hán với vai trò là nhiếp chính sau cái chết của Hán Cao Tổ, các thành viên trong gia đình của Lư Quán trốn khỏi Hung Nô và trở về lãnh thổ nhà Hán. Họ muốn gặp Lã hậu nhưng bà lại chết vì bệnh trước khi họ có thể đến gặp. Góa phụ của Lư Quán cũng chết vì bệnh tật không lâu sau đó .
Năm 44 TCN, cháu của Lư Quán là Lư Tha Chu (盧他之), tước vị là "Đông Hồ Vương" (東胡王), đầu hàng nhà Hán và được phong làm "Á Cốc Hầu" (亞谷侯) .